# グローバルニッチトップ
グローバルニッチトップ (英: Global Niche Top、英略: GNT) はニッチ分野における世界市場でのトップ企業を指す経済用語。ドイツのハーマン・サイモンによって提唱された概念を元に経済産業省が考案した。経産省は「グローバルニッチトップ企業100選」なども選定公開している。

## 概要
マインツ大学教授など務め、自らのもコンサルタント企業を設立したドイツのハーマン・サイモンが1996年に自著『Hidden champions』で表したのが原型である。これは、「隠れたチャンピオン」と和訳された。この段階では、世界市場で1 - 3位もしくはアジアやヨーロッパ、北米などの複数国をまたがる広域地域シェアで1位を獲得した企業で、40億ドル未満の企業規模、一般的に知られていない企業だとハーマン・サイモンは定義した。
後に、ハーマン・サイモンにより若干定義は変更され、経産省傘下の独立行政法人経済産業研究所に掲載された同氏による“21世紀の隠れたチャンピオン”の定義については
「世界市場において業種上位3位以内、またはその企業が位置している大陸のトップであり、収益は50億ドル以下、一般にはほとんど無名な企業を指す。」と述べている
これらの論考には「比較的小さな国であるドイツが、なぜこれほど強い輸出力を保っているのだろうか。答えは、世界市場で活躍中の「隠れたチャンピオン」、すなわち無名の中小企業にある。」としており、その企業は「集中と深化」「極めて野心的な目標」「顧客関係を委託せずに、直接、顧客に販売」「従業員1人あたりの特許保有件数は、特許に力を入れる大手企業の5倍」「顧客との近い距離と競争優位性」「忠誠心と非常に有能な従業員」「離職率の低さ」「強いリーダーシップ」なども指摘している。
これらの論考が経産省傘下の独立行政法人経済産業研究所に記載されたのが2012年である。この後の2014年3月17日（2013年度）には経産省においてグローバルニッチトップという概念が発表された。また、「グローバルニッチトップ企業100選」が選ばれた。この際のグローバルニッチトップの定義は以下の通り。
- 大企業：世界市場の規模が100 - 1000億円程度であって、製品・サービスの20%以上の世界シェアを保有
- 中堅企業・中小企業：製品・サービスの10%以上の世界シェアを保有

このGNT企業100選の選定について経産省は「我が国産業発展の底上げをはかることを目的とします」と記述している。
また、2019年 - 2020年には、「新グローバルニッチトップ企業100選」が再選定が開始、2020年6月に発表された。この際の定義は2014年の定義から若干変化し以下の通り。
- 大企業：特定の商品・サービスの世界市場の規模が100 - 1,000億円程度であって、過去3年以内において1年でも、概ね20%以上の世界シェアを確保したことがあるもの
- 中堅企業・中小企業：特定の商品・サービスについて、過去3年以内において1年でも、概ね10%以上の世界シェアを確保したことがあるもの

としている。
なお、偶然ながら日東電工の経営ポリシーとして同名かつ類似内容の経営方針「ニッチトップ」が掲げられていた関係で、日東電工は商標としてグローバルニッチトップを化学品、加工機械、電気機器などの11の分類において取得しており、経済用語として使用する場合や著作物のタイトルなどでの使用は問題ないものの、企業の商標として掲示する場合は商標権を侵害しないように留意する必要があり、そのため経産省は、グローバルニッチトップに選定された企業は、「経産省認定グローバルニッチトップ企業」などと商標権に配慮した掲示を、企業として掲示する際は行うように経産省は配慮求めている。

## グローバルニッチトップ企業100選
2014年3月17日に経産省が選定したグローバルニッチトップ企業100社である。
選定された企業は以下の通り。
| 企業名                             | 都道府県 | GNTとなっている製品サービス名                                            |
| ---------------------------------- | -------- | ------------------------------------------------------------------------ |
| 株式会社ダイナックス               | 北海道   | 自動車用クラッチ・パック（クラッチの機構部品）等                         |
| 株式会社東和電機製作所             | 北海道   | 漁師のノウハウをシステム化した全自動イカ釣機                             |
| 株式会社ティ・ディ・シー           | 宮城県   | Ra1nmオーダーの超精密鏡面加工                                            |
| フロンティア・ラボ株式会社         | 福島県   | 熱分解装置を利用する高分子材料分析システム                               |
| 株式会社冨士製作所                 | 群馬県   | 即席麺製造ライン                                                         |
| 日特エンジニアリング株式会社       | 埼玉県   | 精密コイル製造用自動巻線機等                                             |
| ポーライト株式会社                 | 埼玉県   | 家電・自動車向け精密モーター用焼結含油軸受                               |
| 株式会社マスダック                 | 埼玉県   | どら焼機（英名「Sandwich Pancake Machine」）                             |
| 株式会社ワイピーシステム           | 埼玉県   | 車両用二酸化炭素消火具                                                   |
| 株式会社アタゴ                     | 東京都   | デジタル糖度・濃度計                                                     |
| 英弘精機株式会社                   | 東京都   | 全天候型分光放射計（太陽電池の性能測定等に活用可能）                     |
| 株式会社エリオニクス               | 東京都   | 超微細（ナノメータスケール）加工用電子ビーム描画装置等                   |
| 株式会社小森コーポレーション       | 東京都   | 商業用オフセット印刷機及び証券（紙幣）印刷機                             |
| フロイント産業株式会社             | 東京都   | 医薬品（錠剤）・食品等向け造粒・コーティング装置                         |
| スガ試験機株式会社                 | 東京都   | 促進耐候性試験機                                                         |
| 株式会社東日製作所                 | 東京都   | トルク機器（トルクレンチやトルク測定機器）                               |
| 株式会社南武                       | 東京都   | ロータリージョイント（鋼鈑巻取等向け流体供給装置）、金型用油圧シリンダー |
| ミズホ株式会社                     | 東京都   | 杉田クリップ（脳動脈瘤手術用クリップ）                                   |
| 株式会社メトロール                 | 東京都   | 工作機械用ツールセッタ                                                   |
| アイダエンジニアリング株式会社     | 神奈川県 | サーボ駆動式プレス機、精密機械プレス                                     |
| コジマ技研工業有限会社             | 神奈川県 | 万能自動串刺機及び卓上串刺機                                             |
| 株式会社サイベックコーポレーション | 長野県   | ドットインパクトプリンタ向け精密ピ                                       |
| 株式会社ジェイテクト               | 愛知県   | 電子制御4WDカップリング、自動車用歯車式差動制限装置                      |
| 新東工業株式会社                   | 愛知県   | 鋳造装置のうち生型造型機（鉄を流し込む型を製造）                         |
| 久野金属工業株式会社               | 愛知県   | 電気自動車・ハイブリッド自動車用モーター向けハウジング                   |
| 東洋精鋼株式会社                   | 愛知県   | ショットピーニング加工用カットワイヤーと検査機器                         |
| 株式会社AIKI リオテック            | 愛知県   | 空気加工機（圧縮空気により、合繊から糸を製造する装置）                   |
| KTX株式会社                        | 愛知県   | 自動車内装向けの独自金型技術（ポーラス電鋳金型）                         |
| 津田駒工業株式会社                 | 石川県   | ジェット式（空気圧や水圧により糸を飛ばす）織機                           |
| 株式会社明石合銅                   | 石川県   | パワーショベル向け油圧ポンプ用シリンダブロック                           |
| 株式会社BBS金明                    | 石川県   | 半導体用シリコンウェハ研磨装置                                           |
| 株式会社東振精機                   | 石川県   | 球面ころ軸受組込用ローラ                                                 |
| 株式会社堀場製作所                 | 京都府   | エンジン排ガス測定装置                                                   |
| TOWA株式会社                       | 京都府   | 半導体樹脂封止精密金型や装置                                             |
| 株式会社イシダ                     | 京都府   | 組合せ式自動計量機（重さで組合せ、高速で均一に計量する装置）             |
| 株式会社エンジニア                 | 大阪府   | ネジザウルス（ネジの頭を掴んで外す工具）                                 |
| 大阪精密機械株式会社               | 大阪府   | CNC（数値制御式）全自動歯車測定機                                        |
| 向陽技研株式会社                   | 大阪府   | 座椅子・ソファー用ラチェットギア（背もたれを支える金具）                 |
| 株式会社フジキン                   | 大阪府   | 半導体製造装置向けの超精密バルブ機器                                     |
| 大東プレス工業株式会社             | 大阪府   | 商用車用バックミラーと関連製品                                           |
| 株式会社竹中製作所                 | 大阪府   | 防錆防食ネジ（パイプラインや海底石油掘削用リグ）                         |
| 株式会社ムラタ溶研                 | 大阪府   | 円筒形材料溶接装置とTIG溶接用狭窄ノズル                                  |
| 内山工業株式会社                   | 岡山県   | ABS用自動車速度検知用着磁ゴムロータ                                      |
| シグマ株式会社                     | 広島県   | レーザー傷検査装置                                                       |
| 株式会社ヤナギヤ                   | 山口県   | カニカマ製造装置                                                         |
| 四国化工機株式会社                 | 徳島県   | 屋根型紙容器成形充填機（飲料品用紙パック向け等）                         |
| 坂東機工株式会社                   | 徳島県   | 自動車用窓ガラス加工装置                                                 |
| 株式会社西部技研                   | 福岡県   | VOC（有機溶剤）濃縮装置                                                  |
| 上野精機株式会社                   | 福岡県   | 半導体向け高速検査装置                                                   |
| 株式会社西村鐵工所                 | 佐賀県   | CDドライヤー（ディスク利用型液体向けドライヤー）                         |
| 森鉄工株式会社                     | 佐賀県   | 自動車部品等向け精密剪断プレス装置（ファインブランキングプレス）         |
| JDC株式会社                        | 長崎県   | 様々な表面処理鋼板等に対応するコイル巻取り装置                           |

| 企業名                       | 都道府県 | GNTとなっている製品サービス名                              |
| ---------------------------- | -------- | ---------------------------------------------------------- |
| 株式会社日本製鋼所           | 東京都   | 子炉圧力容器及び発電機用の超大型一体化鍛鋼品               |
| コバレントマテリアル株式会社 | 東京都   | シリコン単結晶引上げ用石英ガラスるつぼ等                   |
| 千住金属工業株式会社         | 東京都   | はんだ付材料（はんだボール、ペーストはんだ等）             |
| 東京鐵鋼株式会社             | 東京都   | 高張力綱を活用した溶接を不要とする異形鉄筋                 |
| 日本パーカライジング株式会社 | 東京都   | 金属表面処理薬剤                                           |
| 株式会社フルヤ金属           | 東京都   | 白金族（イリジウム、ルテニウム）を活用した製品             |
| 株式会社環境経営総合研究所   | 東京都   | 紙パウダーと合成樹脂の混成材料及び発泡体製品               |
| 株式会社シルド               | 東京都   | 鉄・ステンレスの異形引抜製品                               |
| 日化精工株式会社             | 東京都   | 仮止め用接着剤（ワックス、エポキシ接着剤）                 |
| 株式会社オキサイド           | 山梨県   | 光の波長を変換する能力を持つ結晶を製造（SLT）              |
| オキツモ株式会社             | 三重県   | シリコーン耐熱塗料                                         |
| 江南化工株式会社             | 三重県   | パラクレゾール、パラトルエンスルホン酸、キシレノール       |
| 株式会社大阪合金工業所       | 福井県   | 独自技術による超電導線用Ti添加高錫ブロンズ製造             |
| ダイソー株式会社             | 大阪府   | 有機溶剤フリー、耐環境性のあるダップ樹脂                   |
| テイカ株式会社               | 大阪府   | 化粧品向けの微粒子酸化チタン、微粒子酸化亜鉛               |
| 東洋炭素株式会社             | 大阪府   | 等方性黒鉛製品（コーティング黒鉛製品等）                   |
| 扶桑化学工業株式会社         | 大阪府   | 超高純度コロイダルシリカ、果実酸及びその塩類               |
| 有限会社新喜皮革             | 兵庫県   | 高級コードバン（馬革の高級なめし）                         |
| メック株式会社               | 兵庫県   | パッケージ基板の銅と樹脂との密着を大きく向上させる超粗化剤 |
| 四国化成工業株式会社         | 香川県   | プリント配線板の防錆剤やゴムやエポキシ樹脂等の添加剤等     |

| 企業名                                 | 都道府県 | GNTとなっている製品サービス名                  |
| -------------------------------------- | -------- | ---------------------------------------------- |
| 株式会社ウエノ                         | 山形県   | 電源用ノイズ除去コイル                         |
| 日本電子株式会社                       | 東京都   | 透過電子顕                                     |
| 株式会社エルエーシー                   | 東京都   | 自動車ボディ、タイヤ等に使えるプリンタ         |
| 水上印刷株式会社                       | 東京都   | 複写機評価用のテストチャート                   |
| 東京応化工業株式会社                   | 神奈川県 | 半導体用フォトレジスト（基盤を焼き付ける薬品） |
| 日本パッケージ・システム株式会社       | 神奈川県 | RFIDタグ用のアンテナ                           |
| ナミックス株式会社                     | 新潟県   | フリップチップ実装用アンダーフィル剤等         |
| 太平洋精工株式会社                     | 岐阜県   | 自動車用ヒューズ                               |
| 日本電産テクノモータ株式会社           | 福井県   | 調機器用ブラシレスDCモータ                     |
| オプテックス株式会社                   | 滋賀県   | 屋外向け侵入検知センサ                         |
| エスペック株式会社                     | 大阪府   | 環境試験器（恒温恒湿、冷熱衝撃試験用途など）   |
| サンユレック株式会社                   | 大阪府   | 電子制御基板防湿用ウレタン樹脂                 |
| 富士電子工業株式会社                   | 大阪府   | 自動車クランクシャフト向けの高周波焼入設備     |
| 株式会社ユニソク                       | 大阪府   | 超高真空走査型プローブ顕微鏡                   |
| ナイトライド・セミコンダクター株式会社 | 徳島県   | 現金自動預払機向け紙幣識別用紫外線LED          |

| 企業名                         | 都道府県 | GNTとなっている製品サービス名                      |
| ------------------------------ | -------- | -------------------------------------------------- |
| 株式会社ビクセン               | 埼玉県   | ポータブル赤道儀                                   |
| 株式会社日立ハイテクノロジーズ | 東京都   | キャピラリ電気泳動型DNA解析装置                    |
| 株式会社あいや                 | 愛知県   | 抹茶（食品加工用抹茶、茶道用抹茶）                 |
| 小松精練株式会社               | 石川県   | 繊維改質技術                                       |
| 天池合繊株式会社               | 石川県   | 40分の1ミリの超極細糸を活用した衣料織物            |
| セーレン株式会社               | 福井県   | 繊維製品の一貫生産ビジネスモデル「ビスコテックス」 |
| 株式会社ホプニック研究所       | 福井県   | 視力補正用高屈折偏光レンズ                         |
| 株式会社SHINDO                 | 福井県   | 服飾用トリミングテープやリボン                     |
| 株式会社シマノ                 | 大阪府   | 自転車用変速機関連部品                             |
| 太陽工業株式会社               | 大阪府   | 東京ドームなどの大型膜面構造物                     |
| YSテック株式会社               | 大阪府   | 高温生産用耐熱ラベル「ヒートプルーフ」             |
| カイハラ株式会社               | 広島県   | プレミアムジーンズ等に使用される高級デニム素材     |
| 日プラ株式会社                 | 香川県   | 水族館向け大型アクリルパネル                       |

また、別途、次のグローバルニッチトップとしてネクストGNTも選定された。選定されたのは以下の7社。
| 企業名                               | 都道府県 | GNT候補となっている製品サービス名                |
| ------------------------------------ | -------- | ------------------------------------------------ |
| 株式会社ニッコー                     | 北海道   | 鮭の連続加工処理装置                             |
| マイクロ・トーク・システムズ株式会社 | 東京都   | J-chip（RFIDを使ったスポーツタイム計測システム） |
| ショーダテクトロン株式会社           | 静岡県   | プリント基板加工に活用するV型カットマシン        |
| 山八歯材工業株式会社                 | 愛知県   | 人工歯                                           |
| 音羽電機工業株式会社                 | 兵庫県   | 避雷針に必要となる酸化亜鉛素子                   |
| 末廣精工株式会社                     | 兵庫県   | チェンソーの歯を支えるガイドバー                 |
| オーエヌ工業株式会社                 | 岡山県   | 商ステンレス鋼製拡管式管継手「ナイスジョイント」 |

## 新グローバルニッチトップ企業100選
2019年、前回の策定から5年が経過し、日本企業を取り巻く事業環境は変化した事もあり、新グローバルニッチトップ企業100選の選定が開始された。自薦他薦含めて募集を行い、2020年6月に発表された。選定された企業は以下の通り。
| 企業名                                             | 都道府県 | GNTとなっている製品サービス名                                                             |
| -------------------------------------------------- | -------- | ----------------------------------------------------------------------------------------- |
| ミクロン精密株式会社                               | ⼭形県   | ⼼なし研削盤（センタレスグラインダ）                                                      |
| レオン⾃動機株式会社                               | 栃⽊県   | 包あん機（ある素材Aを異なる別な素材Bで包みこむ作業を⾃動でおこなう機械）                  |
| 関東精機株式会社                                   | 群⾺県   | オイルマチック（⼯作機械向け油温⾃動調整機）                                              |
| 株式会社フコク                                     | 埼⽟県   | 新⾞装着⽤ワイパーブレードラバー（四輪⾞新⾞に取付けガラス⾯を拭くワイパーのゴム部分）    |
| NITTOKU株式会社                                    | 埼玉県   | 精密FAライン設備                                                                          |
| 株式会社industria                                  | 埼玉県   | FILSTAR（エレメントレスフィルター ⾃動⾞⽣産プロセス等に貢献する⽔の再利⽤装置システム）  |
| 株式会社ジャムコ                                   | 東京都   | ⼤型航空機・旅客機⽤ギャレー（厨房設備）、ラバトリー（化粧室）などの内装品                |
| ユニオンツール株式会社                             | 東京都   | プリント配線板⽤超硬ドリル（電気製品等の基板の⽳あけに使⽤）                              |
| ナブテスコ株式会社                                 | 東京都   | 産業⽤ロボットの関節などに使⽤される精密減速機                                            |
| THK株式会社                                        | 東京都   | 直線運動部の「転がり化」を実現した「LMガイド」                                            |
| ⽇機装株式会社                                     | 東京都   | 航空機逆噴射装置向けカスケード                                                            |
| ⽇進⼯具株式会社                                   | 東京都   | ⼯作機械に取り付けて⾦属等の加⼯等を⾏う刃先径の⼩さな⼩径エンドミル                      |
| 株式会社⼩森コーポレーション                       | 東京都   | 商業⽤オフセット印刷機（枚葉機・輪転機）、証券印刷機、B2デジタル印刷機                    |
| ユナイテッド・プレシジョン・テクノロジーズ株式会社 | 東京都   | ハイエンド・スマートフォン・カメラ向け光学式⼿振れ補正⽤スプリング（VCM)                  |
| ⽇本分析⼯業株式会社                               | 東京都   | 分離精製装置（リサイクル分取液体クロマトグラフ)                                           |
| 株式会社境経営総合研究所                           | 東京都   | NECRES（⾼⽔分の有機性廃棄物と廃プラを混錬・熱分解によりカーボン化）                      |
| 碌々産業株式会社                                   | 東京都   | ⾼精度⾼速微細加⼯機シリーズ                                                              |
| 株式会社モリカワ                                   | 東京都   | 有機溶剤ガス回収装置REARTH®ＳシリーズＦ型                                                 |
| ⽥中科学機器製作株式会社                           | 東京都   | 流動点・曇り点試験器「MPCシリーズ」                                                       |
| 株式会社ソディック                                 | 神奈川県 | NC放電加⼯機                                                                              |
| 株式会社昭和真空                                   | 神奈川県 | ⽔晶振動⼦製造⼯程⽤「周波数調整装置」                                                    |
| 株式会社ソノテック                                 | 神奈川県 | 超⾳波カッターを利⽤した多種多様な材料の切断加⼯                                          |
| 牧野フライス精機株式会社                           | 神奈川県 | ⾼精密CNC⼯具研削盤                                                                       |
| アドバンス理⼯株式会社                             | 神奈川県 | 熱電特性評価装置ZEMシリーズ                                                               |
| ⼤同⼯業株式会社                                   | ⽯川県   | ⼆輪⾞⽤ドライブチェーン                                                                  |
| ⼟肥研磨⼯業株式会社                               | ⽯川県   | 旋回軸受（6トン未満の油圧ショベル⽤）                                                     |
| 株式会社武⽥機械                                   | 福井県   | プレート加⼯機（⾦型・機械部品の基となるプレートを⾼精度に加⼯する専⽤機械）              |
| 株式会社松浦機械製作所                             | 福井県   | 5軸制御⽴形マシニングセンタ                                                               |
| ⽇精エー・エス・ビー機械株式会社                   | ⻑野県   | プラスチックボトルの⽣産機「ストレッチブロー成形機」、⾦型、付属機器、部品等              |
| セラテックジャパン株式会社                         | ⻑野県   | 脆性材料の薄板化精密⼀貫加⼯                                                              |
| 太平洋⼯業株式会社                                 | 岐⾩県   | ⾃動⾞⽤タイヤバルブ                                                                      |
| 兼房株式会社                                       | 愛知県   | Ferro Max コールドソー                                                                    |
| オーエスジー株式会社                               | 愛知県   | ねじ切り⼯具（タップ、ダイス）                                                            |
| 株式会社トヨテック                                 | 愛知県   | センシングオプティックス                                                                  |
| 株式会社東郷製作所                                 | 愛知県   | ホースクランプ                                                                            |
| マルヤス⼯業株式会社                               | 愛知県   | EGR Cooler（ガソリンエンジン⾃動⾞の⾼温排気ガスの⾼効率冷却で低燃費に貢献）              |
| 株式会社志⽔製作所                                 | 愛知県   | 電動⾞⽤パワートレインに使⽤される⾦属製品                                                |
| 旭サナック株式会社                                 | 愛知県   | 超⾼圧マイクロジェット洗浄システムHPMJ                                                    |
| フジクリーン⼯業株式会社                           | 愛知県   | 家庭⽤⼯場⽣産型⾼度下⽔処理システム（⾼度処理浄化槽）                                    |
| 株式会社⼭⽥ドビー                                 | 愛知県   | 機械式⼩型⾼速精密プレス機                                                                |
| 三菱重⼯⼯作機械株式会社                           | 滋賀県   | ⻭⾞⼯作機械（ホブ盤、ギヤシェーパ、シェービング盤、⻭⾞研削盤）                          |
| 株式会社ホリゾン                                   | 滋賀県   | 4クランプ ⾃動無線綴製本機 BQ-480                                                         |
| ⽇伸⼯業株式会社                                   | 滋賀県   | リチウムイオンコイン電池のステンレス製キャップ及びケース、⾞載ABSソレノイドバルブ⽤ケース |
| 株式会社オーケーエム                               | 滋賀県   | 船舶排気ガス処理装置⽤バタフライバルブ                                                    |
| 株式会社イシダ                                     | 京都府   | ⾃動計量包装値付機 (WM-AI Super,Dtop-UNI,Wmini-UNI)                                       |
| カンケンテクノ株式会社                             | 京都府   | 半導体製造排ガス除害装置                                                                  |
| ⼆九精密機械⼯業株式会社                           | 京都府   | βチタン合⾦製の内径6mm以下の⼩径管                                                        |
| 株式会社ナベル                                     | 京都府   | 鶏卵の⾃動洗卵選別包装機械                                                                |
| 株式会社⽚岡製作所                                 | 京都府   | リチウムイオン⼆次電池⽤充放電検査装置                                                    |
| 株式会社⾣島製作所                                 | ⼤阪府   | 海⽔淡⽔化プラント向け⼤型ポンプ                                                          |
| 理光フロートテクノロジー株式会社                   | ⼤阪府   | ⼯業⽤フロート                                                                            |
| 株式会社福井製作所                                 | ⼤阪府   | LNG運搬船⽤安全弁                                                                         |
| 株式会社神崎⾼級⼯機製作所                         | 兵庫県   | 世界標準化した⼀体型油圧無段変速⾞軸駆動装置（IHT）                                       |
| 川崎重⼯業株式会社                                 | 兵庫県   | 航空⽤ギヤボックス製品                                                                    |
| 伊東電機株式会社                                   | 兵庫県   | コンベヤ駆動⽤モーターローラー                                                            |
| 株式会社ニッカリ                                   | 岡⼭県   | モノラック（急傾斜地軌条運搬機）                                                          |
| 泉鋼業株式会社                                     | ⾹川県   | 船⽤液化ガスタンクプラント                                                                |
| 株式会社マキタ                                     | ⾹川県   | ⼩型舶⽤ディーゼルエンジン                                                                |
| 株式会社技研製作所                                 | ⾼知県   | サイレントパイラー                                                                        |
| 藤井精⼯株式会社                                   | 福岡県   | 眼科微⼩侵襲性緑内障⼿術（MIGS）⽤のインプラント挿⼊器具                                  |
| 三州産業株式会社                                   | ⿅児島県 | 蒸熱処理装置（熱帯植物の果実を輸出国において殺⾍処理を⾏う装置                            |

| 企業名                               | 都道府県 | GNTとなっている製品サービス名                                              |
| ------------------------------------ | -------- | -------------------------------------------------------------------------- |
| 株式会社C&A                          | 宮城県   | GAGGシンチレータ                                                           |
| 株式会社グラノプト                   | 秋⽥県   | ファラデーローテータ（FR）                                                 |
| 東洋合成⼯業株式会社                 | 千葉県   | 感光性材料（半導体回路形成に使⽤されるフォトレジストの主要原料）           |
| パウダーテック株式会社               | 千葉県   | 電⼦写真⽤キャリア                                                         |
| ⽥中貴⾦属⼯業株式会社               | 東京都   | 燃料電池⽤触媒                                                             |
| 旭化成株式会社                       | 東京都   | 再⽣セルロース繊維キュプラ（ベンベルグ、ベンリーゼ）                       |
| JFEスチール株式会社                  | 東京都   | 超⼤型コンテナ船⽤極厚⾼アレスト鋼板                                       |
| 株式会社フルヤ⾦属                   | 東京都   | イリジウム化合物（有機EL燐光材向け⼀次材料）                               |
| 中興化成⼯業株式会社                 | 東京都   | 建築⽤ふっ素樹脂膜材 ChukohSkyTM FGTシリーズ                               |
| ナミックス株式会社                   | 新潟県   | フリップチップ実装⽤アンダーフィル剤 等                                    |
| ⽇華化学株式会社                     | 福井県   | ⼈⼯スウェード⽤⽔系ポリウレタンエマルジョン                               |
| 株式会社ミツヤ                       | 福井県   | 熱可塑性薄層プリプレグシート                                               |
| 株式会社ダイドー電⼦                 | 岐⾩県   | 重希⼟類完全フリーネオジム磁⽯                                             |
| 愛知製鋼株式会社                     | 愛知県   | Nd系異⽅性ボンド磁⽯                                                       |
| 朝⽇インテック株式会社               | 愛知県   | PTCAガイドワイヤー                                                         |
| 株式会社フタムラ化学                 | 愛知県   | セロハン/パルプから製造された、⽣分解性を有する透明なフィルム              |
| 株式会社ジェイテックコーポレーション | 大阪府   | ⼤型放射光施設及びX線⾃由電⼦レーザー施設などで⽤いられる放射光⽤X線ミラー |
| 第⼀稀元素化学⼯業株式会社           | ⼤阪府   | ⾃動⾞排ガス浄化触媒⽤材料                                                 |
| ⽩⽯⼯業株式会社                     | ⼤阪府   | シーリング材・接着剤業界向け炭酸カルシウム                                 |
| 株式会社⼤阪チタニウムテクノロジーズ | 兵庫県   | スポンジチタン                                                             |
| 帝國製薬株式会社                     | ⾹川県   | 医療⽤パップ剤                                                             |
| ニッポン⾼度紙⼯業株式会社           | ⾼知県   | アルミ電解コンデンサ⽤セパレータ                                           |
| 廣瀬製紙株式会社                     | ⾼知県   | MF/UF膜⽀持体                                                              |
| 旭有機材株式会社                     | 宮崎県   | アサヒAVバルブ（プラスチック製バルブ）                                     |

| 企業名                                     | 都道府県 | GNTとなっている製品サービス名                                                          |
| ------------------------------------------ | -------- | -------------------------------------------------------------------------------------- |
| 株式会社JEOL RESONANCE                     | 東京都   | ⾼磁場（300MHz以上）NMR（物質の分⼦構造など様々な化学構造情報を測定）                  |
| 横河電機株式会社                           | 東京都   | 安全計装システム ProSafe-RS                                                            |
| 株式会社電⼦制御国際                       | 東京都   | インパルス巻線試験機                                                                   |
| 京⻄テクノス株式会社                       | 東京都   | グローバルリペアサービス（GRS)                                                         |
| レーザーテック株式会社                     | 神奈川県 | 半導体マスク⽋陥検査装置                                                               |
| 株式会社ニューフレアテクノロジー           | 神奈川県 | ⾼精細な回路パターン描画を可能とする先端半導体向けフォトマスク量産⽤電⼦ビーム描画装置 |
| 東京応化⼯業株式会社                       | 神奈川県 | 半導体製造⽤フォトレジスト、⾼純度化学薬品                                             |
| 株式会社⽩⼭                               | ⽯川県   | MTフェルール（多⼼光ファイバを⾼精度、⾼密度に⼀括接続する光接続⽤部品）               |
| 株式会社コイケ                             | ⼭梨県   | SAWウェーハ                                                                            |
| イビデン株式会社                           | 岐阜県   | 最先端ICパッケージ基板                                                                 |
| ⾼砂電気⼯業株式会社                       | 愛知県   | 分析装置⽤電磁弁（各種分析装置内で試料、試薬、洗浄液やそれらの廃液を扱う⾼機能電磁弁） |
| 湖北⼯業株式会社                           | 滋賀県   | 海底ケーブル⽤⾼信頼性光デバイス                                                       |
| オプテックス株式会社                       | 滋賀県   | ⾃動ドアセンサー                                                                       |
| 株式会社SCREENグラフィックソリューションズ | 京都府   | ロール式⾼速フルカラーインクジェット印刷機                                             |
| エスペック株式会社                         | 大阪府   | 温度や湿度、圧⼒などの環境因⼦を⼈⼯的に再現し、⼯業製品の信頼性を確保する環境試験器   |
| テイカ株式会社                             | 大阪府   | 医療⽤超⾳波画像診断機⽤セラミックス振動⼦                                             |
| フィガロ技研株式会社                       | ⼤阪府   | ⼀酸化炭素（CO）ガスセンサ                                                             |
| 株式会社パトライト                         | ⼤阪府   | Audible & Visual Signaling Devices（積層信号灯/回転灯/⾳声製品）                       |
| 古野電気株式会社                           | 兵庫県   | 商船向けレーダ                                                                         |
| ⼤塚テクノ株式会社                         | 徳島県   | リチウムイオン電池向けサーマルサーキットブレーカー（過熱防⽌保護部材）                 |

| 企業名                         | 都道府県 | GNTとなっている製品サービス名                                                                    |
| ------------------------------ | -------- | ------------------------------------------------------------------------------------------------ |
| マニー株式会社                 | 栃⽊県   | 眼科ナイフ                                                                                       |
| 興研株式会社                   | 東京都   | マイティミクロンフィルター                                                                       |
| ダイナミックマップ基盤株式会社 | 東京都   | センチメートル級HDマップ                                                                         |
| 株式会社アタゴ                 | 東京都   | ポケット糖度・濃度計、ポケット塩分計、ポケット⾮破壊糖度計、ポケット糖酸度計、ポケットpHメーター |
| 株式会社流機エンジニアリング   | 東京都   | トンネル集塵機Pシリーズ                                                                          |
| ⼭⼋⻭材⼯業株式会社           | 愛知県   | ⼈⼯⻭                                                                                           |
| 萩原⼯業株式会社               | 岡⼭県   | バルチップ（コンクリート・モルタル補強⽤オレフィン樹脂短繊維）                                   |
| 株式会社白鳳堂                 | 広島県   | ⾼級化粧筆                                                                                       |